# Guitry (Côte d'Ivoire)
Pour les articles homonymes, voir Guitry.
Guitry, ou Guitri, est une localité du sud ouest de la Côte d'Ivoire, chef-lieu de commune, de sous-préfecture et de département dans la région du Lôh-Djiboua . Le nom Guitry dérive de « Gbitry » qui signifie « guerriers indomptables ».

## Administration
Guitry a été érigée en sous-préfecture, le 02 janvier 1961.
Education Primaire : A Guitry, il y a 5 établissements primaires publics (Groupe scolaire [Guitry 1 et Guitry 2], EPP Guitry 3, EPP Guitry 4 et EPP Guitry 5) et 1 école primaire (EPV le Jourdain).
Education secondaire : la ville de Guitry compte 7 établissements secondaires dont un public (Lycée Moderne de Guitry) et six privés (Collège privé Assakra, les Cours secondaires Solidarité, le Collège privé la Rose d'Ivoire, le Collège privé les Pédagogues, Le Collège privé Moussouka et le Collège Privé les Oliviers).
Dans le domaine de la santé : la ville de Guitry dispose d'un hôpital général. 